# Alien Nations
Alien Nations (altro titolo utilizzato Amazons and Aliens) è un videogioco di tipo gestionale con componenti God game e di strategia in tempo reale, ambientato in un mondo fantasioso, dove ci si deve occupare di complessi e improbabili alieni di tre specie, sviluppato da Koch e distribuito nell'anno 1999.
Questo ha avuto come seguito The Nations distribuito nell'anno 2001 e fatto anch'esso dalla stessa casa di sviluppo.

## Modalità di gioco
Paesaggio, unità e strutture sono in 2D.
Ci sono 3 campagne (ognuna di 20 missioni in serie con obiettivi multipli) per il gioco in singolo relative ad una propria specie "aliena": mostruosi insettoidi "Sajiki", bizzarri umanoidi "Pimmon" e quasi umane "Amazzoni".
Inoltre sono presenti mappe, che sono poi utilizzabili soltanto per il gioco in gruppo con modem su LAN o su Internet.